# Acridocephala nubilosa
Acridocephala nubilosa är en skalbaggsart som beskrevs av Stefan von Breuning 1938. Acridocephala nubilosa ingår i släktet Acridocephala och familjen långhorningar.
Artens utbredningsområde är Gabon. Inga underarter finns listade i Catalogue of Life.